# São Salvador (Santarém)
São Salvador is een plaats (freguesia) in de Portugese gemeente Santarém en telt 9211 inwoners (2001).